# Amásia (província)
Amásia, Amássia ou Amasia (em turco: Amasya) é uma província do norte da Turquia, situada na região do Mar Negro, com capital na cidade homónima. Tem 5 628 km² de área e em dezembro de 2021 tinha 335 331 habitantes (densidade: 59,6 hab./km²).
| Províncias adjacentes à de Amásia |         |                |
| Samessum (Samsun)                 |         |                |
| Chorum (Çorum)                    |         | Tocate (Tokat) |
|                                   | Iozgate | Tocate         |

A província está subdividida nos seguintes distritos:
- Amásia
- Göynücek
- Gümüşhacıköy
- Hamamözü
- Merzifon
- Suluova
- Taşova